# Potidaja
Potidaja (łac. Potidaea, gr. Ποτίδαια) – starożytne miasto, kolonia Koryntu na wybrzeżu Chalkidyki. Została założona około roku 600 p.n.e. Należała do Związku Morskiego, lecz zbuntowała się w 432 p.n.e. przeciw podniesieniu składki. W 430 p.n.e. bunt został stłumiony, a miasto zostało podporządkowane Atenom.
Po klęsce Aten w wojnie peloponeskiej Potidaja przeszła pod władzę Olintu, pod którą pozostawała do 363 p.n.e., gdy ponownie została podporządkowana Atenom. W 356 p.n.e. miasto przejął Filip II, a w 316 p.n.e. zniszczona w trakcie wojen Potidaja została na nowo założona przez Kasandra jako Cassandreia.
Miejsce kilku bitew:
- Oblężenie Potidai w 479 p.n.e.[1]
- Bitwa pod Potidają w 432 p.n.e.